# Khawaja Nazimuddin
Khawaja Nazimuddin, urdu خواجہ ناظِمُ الدّین (ur. 19 lipca 1894, zm. 22 października 1964) – pakistański polityk. Był drugim gubernatorem generalnym Pakistanu, a później drugim premierem Pakistanu.
W roku 1912 wstąpił na studia do Trinity Hall na Uniwersytecie Cambridge .